# ア・イヤー・ウィズアウト・レイン
| 専門評論家によるレビュー | 専門評論家によるレビュー |
| レビュー・スコア         | レビュー・スコア         |
| 出典                     | 評価                     |
| ------------------------ | ------------------------ |
| About.com                | 4/5stars                 |
| Allmusic                 | [ 3 ]                    |
| Billboard                | 77/100                   |
| musicOMH                 | [ 4 ]                    |
| Portrait Magazine        | positive                 |
| Wairarapa Times-Age      | [ 6 ]                    |
| The Washington Post      | mixed                    |

『ア・イヤー・ウィズアウト・レイン』 (A Year Without Rain)はアメリカ合衆国の女優、歌手セレーナ・ゴメスとそのバンド、セレーナ・ゴメス&ザ・シーンが2010年に発表した第2作目のスタジオ・アルバムである。米国で2010年9月21日に発売され、日本で2011年1月26日に発売された。

## 概要
ポップバンド、セレーナ・ゴメス&ザ・シーン第2作目のスタジオ・アルバム『ア・イヤー・ウィズアウト・レイン』は2010年9月17日(日本9月14日)リリースされた。デラックス・エディション・ボーナス・トラックには「ア・イヤー・ウィズアウト・レイン」のスペイン語で歌われた「Un Ano Sin Lluvia」が収録されている。DVDに収録されているのは「ガール・ミーツ・ワールド」(エクステンディッド・エディション)、「ガール・オン・フィルム」(ビハインド・ザ・シーン・アット・ザ・フォト・シュート)、「ア・イヤー・ウィズアウト・レイン」 (ビハインド・ザ・シーン)、ミュージック・ビデオに「ラウンド・アンド・ラウンド」と「ナチュラリー」がある。

## チャート成績
発売最初の1週で約66,000枚売り上げ、全米アルバムチャートビルボード200で第4位となる。Top Digital Albums 第10位、Top Canadian Albums 第6位となる。
2010年9月7日リリースされたシングル「ア・イヤー・ウィズアウト・レイン」は全米シングルチャート、ビルボードホット100で第35位、Hot Dance Club Play 第1位を獲得、Hot Digital Songs 第14位、AOL Radio 第15位、Canadian Hot 100 第30位となる。

## 認定
アルバムはRIAAから2011年1月19日付でゴールド認定されている。
ファースト・シングル「ラウンド・アンド・ラウンド」はRIAAから2013年6月11日付でゴールド認定されている。
セカンド・シングル「ア・イヤー・ウィズアウト・レイン」はRIAAから2013年6月11日付で 2.00x マルチ・プラチナ認定されている。

## 収録曲
| #         | タイトル                                                    | 作詞・作曲                                                                                                   | プロデューサー                   | 時間  |
| --------- | ----------------------------------------------------------- | --- | -------------------------------- | ----- |
| 1.        | 「ラウンド・アンド・ラウンド」                              | ケヴィン・ルドルフ、アンドリュー・バルーキ、フェフェ・ドブソン、ジェフ・ハラバックス、ジェイコブ・カッシャー | ルドルフ、バルーキ、ハラバックス | 3:06  |
| 2.        | 「ア・イヤー・ウィズアウト・レイン」                        | リンディ・ロビンス、トビー・ガッド                                                                           | ガッド                           | 3:54  |
| 3.        | 「ロック・ゴッド」                                          | ケイティ・ペリー、プリンツ・ボード、ヴィクトリア・ジェーン・ホーン、アーメド・ビター                         | ロック・マフィア                 | 3:08  |
| 4.        | 「オフ・ザ・チェイン」                                      | ティム・ジェームズ、アントニーナ・アーマト、デヴリム・カラオグル                                             | ロック・マフィア                 | 4:03  |
| 5.        | 「サマーズ・ノット・ホット」                                | アーマト、ジェームズ、ナディール・ハイヤ                                                                     | レッドワン                       | 3:05  |
| 6.        | 「イントゥイション」(フィーチャリング エリック・ベリンジー) | ガッド、エリック・ベリンジー、ロビンス                                                                       | ガッド                           | 2:58  |
| 7.        | 「スポットライト」                                          | ピア・アストロム、シェリー・ペイケン、アダム・アンダーズ、ニッキ・ハスマン                                   | アストロム、アンダース           | 3:31  |
| 8.        | 「ゴースト・オブ・ユー」                                    | ペイケン、ジョナス・ジェバーグ、ラスマス・セーバッハ、ビター                                                 | ジェバーグ                       | 3:23  |
| 9.        | 「シック・オブ・ユー」                                      | マット・スクエア、ルカース・バンカー                                                                         | スクエア                         | 3:24  |
| 10.       | 「リヴ・ライク・ゼアーズ・ノー・トゥモロー」                | マット・ブロンリーウィ、ニッキー・チン、アンドリューフロム、ミーガン・カビア                                 | スーパースパイ                   | 4:10  |
| 合計時間: | 合計時間:                                                   | 合計時間: | 合計時間:                        | 34:42 |

| #  | タイトル         | 作詞・作曲                                                       | 時間 |
| -- | ---------------- | ---------------------------------------------------------------- | ---- |
| 3. | 「ナチュラリー」 | アントニーナ・アーマト、ティム・ジェームズ、デヴリム・カラオグル | 3:22 |

| #   | タイトル                                                                                          | 作詞・作曲 | 時間  |
| --- | ------------------------------------------------------------------------------------------------- | ---------- | ----- |
| 12. | 「ラウンド・アンド・ラウンド」(レイザー & ガイド・クラブ・ボーカル・ミックス・ラジオ・リミックス) |            | 3:48  |
| 13. | 「メイキング・オブ・ザ・アルバム キス&テル」                                                      |            | 15:00 |
| 14. | 「セレーナ・ゴメスによるビデオ・メッセージ」                                                      |            | 0:15  |

| #         | タイトル | 作詞・作曲                                                 | 時間  |
| --------- | --- | ---------------------------------------------------------- | ----- |
| 11.       | 「ラウンド・アンド・ラウンド」(デイヴ・オード・ラジオ・リミックス)                                            | ルドルフ、バルーキ、ドブソン、ハラバックス、カッシャー     | 3:33  |
| 12.       | 「ア・イヤー・ウィズアウト・レイン」(イー・ケーズ・フューチャー・クラシック・リミックス - ラジオ・エディット) | ガッド、ロビンス                                           | 4:05  |
| 13.       | 「Un Ano Sin Lluvia」(ア・イヤー・ウィズアウト・レイン - スパニッシュ・ランゲージ・バージョン)                | エドガー・コルタサル、ガッド、マーク・ポートマン、ロビンス | 3:30  |
| 合計時間: | 合計時間: | 合計時間:                                                  | 45:50 |

| #   | タイトル                                                   | 作詞 | 作曲・編曲 | 時間 |
| --- | ---------------------------------------------------------- | ---- | ---------- | ---- |
| 14. | 「ラウンド・アンド・ラウンド」(ミュージック・ビデオ)       |      |            | 3:26 |
| 15. | 「ア・イヤー・ウィズアウト・レイン」(ミュージック・ビデオ) |      |            | 3:29 |

| #  | タイトル                                                                         | 作詞 | 作曲・編曲 |
| -- | -------------------------------------------------------------------------------- | ---- | ---------- |
| 1. | 「ガール・ミーツ・ワールド」(エクステンディッド・エディション)                   |      |            |
| 2. | 「ガール・オン・フィルム」(ビハインド・ザ・シーン・アット・ザ・フォト・シュート) |      |            |
| 3. | 「ア・イヤー・ウィズアウト・レイン」(ビハインド・ザ・シーン)                     |      |            |
| 4. | 「ラウンド・アンド・ラウンド」(ミュージック・ビデオ)                             |      |            |
| 5. | 「ナチュラリー」(ミュージック・ビデオ)                                           |      |            |

## チャートと認定
| チャート (2010年)                           | 最高 順位 |
| ------------------------------------------- | --------- |
| オーストラリア・アルバム・チャート          | 46        |
| オーストリア・アルバム・チャート            | 19        |
| ベルギー・アルバム・チャート (フランダース) | 11        |
| ベルギー・アルバム・チャート (ワロン)       | 21        |
| カナダ・アルバム・チャート                  | 6         |
| チェコ・アルバム・チャート                  | 9         |
| オランダ・アルバム・チャート                | 51        |
| フランス・アルバム・チャート                | 26        |
| ドイツ・アルバム・チャート                  | 22        |
| ギリシャ・アルバム・チャート                | 10        |
| ハンガリー・アルバム・チャート              | 23        |
| アイルランド・アルバム・チャート            | 40        |
| イタリア・アルバム・チャート                | 28        |
| 日本オリコンチャート                        | 52        |
| メキシコ・アルバム・チャート                | 16        |
| ニュージーランド・アルバム・チャート        | 24        |
| ポーランド・アルバム・チャート              | 11        |
| ポルトガル・アルバム・チャート              | 9         |
| スペイン・アルバム・チャート                | 6         |
| スイス・アルバム・チャート                  | 37        |
| 台湾アルバム・チャート                      | 2         |
| 全英アルバムチャート                        | 14        |
| 全米ビルボード200                           | 4         |

| チャート (2010年) | 順位 |
| ----------------- | ---- |
| 全米ビルボード200 | 144  |
| チャート (2011年) | 順位 |
| 全米ビルボード200 | 67   |

| 国名       | 認定     |
| ---------- | -------- |
| ブラジル   | ゴールド |
| カナダ     | ゴールド |
| ポーランド | プラチナ |
| イギリス   | シルバー |
| アメリカ   | ゴールド |

## 各国の発売日
| 国/地域        | 発売日         | 規格      | レーベル                                   |
| -------------- | -------------- | --------- | ------------------------------------------ |
| ポーランド     | 2010年9月17日  | CD        | ユニバーサル ミュージック                  |
| カナダ         | 2010年9月21日  | CD/CD+DVD | ユニバーサル ミュージック                  |
| ドイツ         | 2010年9月21日  | CD/CD+DVD | ユニバーサル ミュージック                  |
| アメリカ       | 2010年9月21日  | CD/CD+DVD | ハリウッド                                 |
| オーストラリア | 2010年9月24日  | CD+DVD    | ユニバーサル ミュージック                  |
| メキシコ       | 2010年9月24日  | CD+DVD    | ユニバーサル ミュージック                  |
| イギリス       | 2010年10月4日  | CD/CD+DVD | ファシネイション・レコード                 |
| ブラジル       | 2010年10月15日 | CD/CD+DVD | ユニバーサル ミュージック                  |
| インド         | 2010年10月29日 | CD/CD+DVD | ユニバーサル ミュージック                  |
| フランス       | 2010年12月2日  | CD/CD+DVD | ファシネイション・レコード                 |
| 日本           | 2011年1月26日  | CD/CD+DVD | エイベックス・ミュージック・クリエイティヴ |
| 台湾           | 2011年1月28日  | CD+DVD    | ユニバーサル ミュージック                  |